# Segunda Liga de 2007–08
Liga Vitalis 2007/2008 foi a 17ª edição da atual segunda divisão do futebol profissional de Portugal. Iniciou-se a 18 de Agosto de 2007. O sorteio das jornadas foi a 12 de Julho de 2007.

## Equipas
| Equipa              | Treinador          | Estádio, Cidade                                     | Época 2006-2007               |
| ------------------- | ------------------ | --------------------------------------------------- | ----------------------------- |
| Beira-Mar           | Paulo Sérgio       | Estádio Municipal de Aveiro, Aveiro                 | 15º lugar da Liga Bwin        |
| Desportivo das Aves | Henrique Nunes     | Estádio do Clube Desportivo das Aves, Vila das Aves | 16º lugar da Liga Bwin        |
| Estoril Praia       | Tulipa             | Estádio António Coimbra da Mota, Estoril            | 8º lugar da Liga Vitalis      |
| Fátima              | Rui Vitória        | Estádio Municipal de Fátima, Fátima                 | 1º lugar 2ª Divisão - Série B |
| Feirense            | Álvaro Magalhães   | Estádio Marcolino de Castro, Santa Maria da Feira   | 6º lugar da Liga Vitalis      |
| Freamunde           | Jorge Regadas      | Complexo Desportivo do SC Freamunde, Freamunde      | 1º lugar 2ª Divisão - Série A |
| Gil Vicente         | Paulo Alves        | Estádio Cidade de Barcelos, Barcelos                | 12º lugar da Liga Vitalis     |
| Gondomar            | Nicolau Vaqueiro   | Estádio São Miguel, Gondomar                        | 5º lugar da Liga Vitalis      |
| Olhanense           | Diamantino Miranda | Estádio José Arcanjo, Olhão                         | 9º lugar da Liga Vitalis      |
| Penafiel            | António Sousa      | Estádio Municipal 25 de Abril, Penafiel             | 8º lugar da Liga Vitalis      |
| Portimonense        | Vítor Pontes       | Estádio Municipal de Portimão, Portimão             | 14º lugar da Liga Vitalis     |
| Rio Ave             | João Eusébio       | Estádio dos Arcos, Vila do Conde                    | 3º lugar da Liga Vitalis      |
| Santa Clara         | Paulo Sérgio       | Estádio de São Miguel, Ponta Delgada                | 4º lugar da Liga Vitalis      |
| Trofense            | Toni               | Estádio do Clube Desportivo Trofense                | 11º lugar da Liga Vitalis     |
| Varzim              | Rui Dias           | Estádio do Varzim Sport Club, Póvoa de Varzim       | 7º lugar da Liga Vitalis      |
| Vizela              | Carlos Garcia      | Estádio do Futebol Clube de Vizela, Vizela          | 13º lugar da Liga Vitalis     |

## Tabela classificativa
|     | Equipa              | Pts | J  | V  | E  | D  | GM | GS | +/- | Comments                      |
| --- | ------------------- | --- | -- | -- | -- | -- | -- | -- | --- | ----------------------------- |
| 1.  | Trofense (c)        | 52  | 30 | 13 | 13 | 4  | 35 | 22 | +13 | Promovido à Primeira Liga     |
| 2.  | Rio Ave             | 51  | 30 | 13 | 12 | 5  | 38 | 26 | +12 | Promovido à Primeira Liga     |
| 3.  | Vizela              | 50  | 30 | 13 | 9  | 8  | 35 | 31 | +4  |                               |
| 4.  | Gil Vicente         | 50  | 30 | 13 | 11 | 6  | 40 | 23 | +17 |                               |
| 5.  | Olhanense           | 45  | 30 | 12 | 11 | 7  | 41 | 35 | +6  |                               |
| 6.  | Beira-Mar           | 42  | 30 | 10 | 12 | 8  | 30 | 32 | -2  |                               |
| 7.  | Estoril Praia       | 41  | 30 | 11 | 9  | 10 | 42 | 36 | +6  |                               |
| 8.  | Desportivo das Aves | 39  | 30 | 10 | 8  | 12 | 41 | 40 | +1  |                               |
| 9.  | Varzim              | 38  | 30 | 9  | 11 | 10 | 29 | 27 | +2  |                               |
| 10. | Santa Clara         | 37  | 30 | 10 | 8  | 12 | 43 | 48 | -5  |                               |
| 11. | Portimonense        | 37  | 30 | 8  | 11 | 11 | 36 | 36 | 0   |                               |
| 12. | Gondomar            | 35  | 30 | 9  | 8  | 13 | 31 | 51 | -20 |                               |
| 13. | Freamunde           | 35  | 30 | 8  | 12 | 10 | 25 | 30 | -5  |                               |
| 14. | Feirense            | 33  | 30 | 8  | 9  | 13 | 25 | 27 | -2  |                               |
| 15. | Penafiel            | 29  | 30 | 7  | 8  | 15 | 28 | 39 | -11 | Despromoção para a II Divisão |
| 16. | Fátima              | 25  | 30 | 5  | 10 | 15 | 24 | 41 | -17 | Despromoção para a II Divisão |

Legenda:
- (c): campeão;

## Calendário
| Equipa1             | Rest. J1 | Equipa2       | Rest. J16 |
| ------------------- | -------- | ------------- | --------- |
| Freamunde           | 3 - 1    | Penafiel      | 2 - 2     |
| Desportivo das Aves | 1 - 2    | Olhanense     | 1 - 2     |
| Vizela              | 5 - 1    | Beira-Mar     | 3 - 0     |
| Gil Vicente         | 3 - 0    | Estoril Praia | 0 - 2     |
| Fátima              | 2 - 0    | Trofense      | 0 - 1     |
| Portimonense        | 0 - 4    | Varzim        | 0 - 0     |
| Gondomar            | 2 - 3    | Rio Ave       | 2 - 2     |
| Santa Clara         | 1 - 0    | Feirense      | 1 - 0     |

| Equipa1       | Rest. J1 | Equipa2             | Rest. J17 |
| ------------- | -------- | ------------------- | --------- |
| Rio Ave       | 0 - 0    | Portimonense        | 1 - 2     |
| Beira-Mar     | 1 - 0    | Desportivo das Aves | 1 - 1     |
| Trofense      | 1 - 0    | Gil Vicente         | 1 - 1     |
| Penafiel      | 1 - 2    | Santa Clara         | 3 - 0     |
| Feirense      | 2 - 0    | Gondomar            | 2 - 2     |
| Olhanense     | 0 - 1    | Freamunde           | 1 - 3     |
| Estoril Praia | 2 - 1    | Vizela              | 0 - 0     |
| Varzim        | 2 - 0    | Fátima              | 2 - 1     |

| Equipa1             | Rest. J3 | Equipa2       | Rest. J18 |
| ------------------- | -------- | ------------- | --------- |
| Gil Vicente         | 1 - 1    | Varzim        | 1 - 2     |
| Portimonense        | 1 - 1    | Feirense      | 2 - 0     |
| Santa Clara         | 1 - 0    | Gondomar      | 0 - 4     |
| Penafiel            | 0 - 0    | Olhanense     | 1 - 3     |
| Freamunde           | 0 - 1    | Beira-Mar     | 1 - 1     |
| Desportivo das Aves | 2 - 3    | Estoril Praia | 2 - 2     |
| Vizela              | 2 - 2    | Trofense      | 0 - 0     |
| Fátima              | 1 - 1    | Rio Ave       | 0 - 1     |

| Equipa1       | Rest. J4 | Equipa2             | Rest. J19 |
| ------------- | -------- | ------------------- | --------- |
| Varzim        | 0 - 0    | Vizela              | 3 - 0     |
| Rio Ave       | 1 - 0    | Gil Vicente         | 1 - 1     |
| Feirense      | 2 - 2    | Fátima              | 2 - 0     |
| Gondomar      | 0 - 0    | Portimonense        | 0 - 1     |
| Beira-Mar     | 1 - 0    | Penafiel            | 0 - 1     |
| Estoril Praia | 3 - 2    | Freamunde           | 3 - 1     |
| Trofense      | 2 - 1    | Desportivo das Aves | 1 - 1     |
| Olhanense     | 2 - 2    | Santa Clara         | 3 - 2     |

| Equipa1             | Rest. J5 | Equipa2       | Rest. J20 |
| ------------------- | -------- | ------------- | --------- |
| Santa Clara         | 2 - 1    | Portimonense  | 1 - 1     |
| Desportivo das Aves | 2 - 1    | Varzim        | 1 - 2     |
| Vizela              | 2 - 0    | Rio Ave       | 0 - 1     |
| Gil Vicente         | 1 - 0    | Feirense      | 1 - 0     |
| Fátima              | 3 - 2    | Gondomar      | 1 - 1     |
| Olhanense           | 0 - 0    | Beira-Mar     | 0 - 2     |
| Penafiel            | 1 - 2    | Estoril Praia | 2 - 2     |
| Freamunde           | 0 - 2    | Trofense      | 2 - 1     |

| Equipa1       | Rest. J6 | Equipa2             | Rest. J21 |
| ------------- | -------- | ------------------- | --------- |
| Beira-Mar     | 1 - 2    | Santa Clara         | 1 - 1     |
| Estoril Praia | 1 - 2    | Olhanense           | 2 - 1     |
| Trofense      | 1 - 0    | Penafiel            | 1 - 0     |
| Varzim        | 2 - 0    | Freamunde           | 1 - 1     |
| Rio Ave       | 2 - 1    | Desportivo das Aves | 0 - 0     |
| Feirense      | 1 - 2    | Vizela              | 0 - 1     |
| Gondomar      | 1 - 1    | Gil Vicente         | 3 - 4     |
| Portimonense  | 0 - 0    | Fátima              | 3 - 0     |

| Equipa1             | Rest. J7 | Equipa2       | Rest. J22 |
| ------------------- | -------- | ------------- | --------- |
| Santa Clara         | 0 - 0    | Fátima        | 0 - 1     |
| Freamunde           | 4 - 4    | Rio Ave       | 1 - 3     |
| Olhanense           | 1 - 0    | Trofense      | 2 - 2     |
| Penafiel            | 0 - 0    | Varzim        | 1 - 0     |
| Beira-Mar           | 3 - 2    | Estoril Praia | 1 - 0     |
| Desportivo das Aves | 1 - 1    | Feirense      | 0 - 2     |
| Vizela              | 2 - 1    | Gondomar      | 0 - 0     |
| Gil Vicente         | 2 - 1    | Portimonense  | 0 - 0     |

| Equipa1       | Rest. J8 | Equipa2             | Rest. J23 |
| ------------- | -------- | ------------------- | --------- |
| Estoril Praia | 5 - 1    | Santa Clara         | 1 - 1     |
| Trofense      | 1 - 1    | Beira-Mar           | 0 - 1     |
| Feirense      | 0 - 1    | Freamunde           | 1 - 1     |
| Gondomar      | 1 - 1    | Desportivo das Aves | 0 - 1     |
| Portimonense  | 1 - 1    | Vizela              | 1 - 1     |
| Fátima        | 1 - 1    | Gil Vicente         | 2 - 3     |
| Varzim        | 0 - 0    | Olhanense           | 1 - 2     |
| Rio Ave       | 4 - 1    | Penafiel            | 1 - 0     |

| Equipa1             | Rest. J9 | Equipa2      | Rest. J24 |
| ------------------- | -------- | ------------ | --------- |
| Santa Clara         | 1 - 4    | Gil Vicente  | 1 - 2     |
| Freamunde           | 0 - 0    | Gondomar     | 2 - 3     |
| Desportivo das Aves | 2 - 0    | Portimonense | 0 - 0     |
| Vizela              | 1 - 0    | Fátima       | 0 - 1     |
| Estoril Praia       | 1 - 1    | Trofense     | 0 - 2     |
| Olhanense           | 0 - 3    | Rio Ave      | 1 - 1     |
| Penafiel            | 0 - 1    | Feirense     | 1 - 1     |
| Beira-Mar           | 1 - 1    | Varzim       | 0 - 2     |

| Equipa1      | Rest. J10 | Equipa2             | Rest. J25 |
| ------------ | --------- | ------------------- | --------- |
| Varzim       | 0 - 0     | Estoril Praia       | 0 - 1     |
| Trofense     | 1 - 1     | Santa Clara         | 4 - 0     |
| Feirense     | 0 - 1     | Olhanense           | 0 - 2     |
| Gondomar     | 2 - 0     | Penafiel            | 2 - 0     |
| Portimonense | 0 - 2     | Freamunde           | 1 - 2     |
| Fátima       | 2 - 1     | Desportivo das Aves | 0 - 1     |
| Gil Vicente  | 1 - 1     | Vizela              | 1 - 2     |
| Rio Ave      | 1 - 1     | Beira-Mar           | 1 - 1     |

| Equipa1             | Rest. J11 | Equipa2      | Rest. J26 |
| ------------------- | --------- | ------------ | --------- |
| Santa Clara         | 1 - 1     | Vizela       | 1 - 0     |
| Trofense            | 1 - 0     | Varzim       | 0 - 0     |
| Estoril Praia       | 1 - 2     | Rio Ave      | 0 - 1     |
| Olhanense           | 0 - 1     | Gondomar     | 1 - 0     |
| Penafiel            | 1 - 0     | Portimonense | 1 - 1     |
| Freamunde           | 2 - 1     | Fátima       | 1 - 1     |
| Desportivo das Aves | 1 - 1     | Gil Vicente  | 4 - 1     |
| Beira-Mar           | 0 - 0     | Feirense     | 1 - 0     |

| Equipa1      | Rest. J12 | Equipa2             | Rest. J27 |
| ------------ | --------- | ------------------- | --------- |
| Varzim       | 3 - 1     | Santa Clara         | 0 - 1     |
| Rio Ave      | 1 - 1     | Trofense            | 0 - 0     |
| Feirense     | 2 - 1     | Estoril Praia       | 1 - 0     |
| Gondomar     | 1 - 0     | Beira-Mar           | 1 - 1     |
| Portimonense | 2 - 1     | Olhanense           | 1 - 0     |
| Fátima       | 0 - 3     | Penafiel            | 0 - 2     |
| Gil Vicente  | 1 - 0     | Freamunde           | 2 - 1     |
| Vizela       | 2 - 0     | Desportivo das Aves | 1 - 2     |

| Equipa1       | Rest. J13 | Equipa2             | Rest. J28 |
| ------------- | --------- | ------------------- | --------- |
| Santa Clara   | 2 - 3     | Desportivo das Aves | 1 - 3     |
| Varzim        | 0 - 1     | Rio Ave             | 1 - 0     |
| Trofense      | 2 - 1     | Feirense            | 0 - 1     |
| Estoril Praia | 2 - 0     | Gondomar            | 0 - 1     |
| Beira-Mar     | 2 - 0     | Portimonense        | 1 - 2     |
| Olhanense     | 1 - 1     | Fátima              | 1 - 0     |
| Penafiel      | 2 - 3     | Gil Vicente         | 0 - 2     |
| Freamunde     | 1 - 1     | Vizela              | 2 - 3     |

| Equipa1             | Rest. J14 | Equipa2       | Rest. J29 |
| ------------------- | --------- | ------------- | --------- |
| Vizela              | 0 - 0     | Penafiel      | 0 - 2     |
| Santa Clara         | 1 - 0     | Rio Ave       | 0 - 1     |
| Portimonense        | 2 - 2     | Estoril Praia | 1 - 0     |
| Gil Vicente         | 0 - 0     | Olhanense     | 2 - 2     |
| Desportivo das Aves | 3 - 0     | Freamunde     | 4 - 2     |
| Feirense            | 3 - 0     | Varzim        | 0 - 0     |
| Gondomar            | 1 - 2     | Trofense      | 1 - 1     |
| Fátima              | 2 - 2     | Beira-Mar     | 1 - 2     |

| \| Equipa1 \| Rest. J15 \| Equipa2 \| Rest. J30 \| \| ------------- \| --------- \| ------------------- \| --------- \| \| Beira-Mar \| 0 - 0 \| Gil Vicente \| 2 - 3 \| \| Olhanense \| 1 - 0 \| Vizela \| 1 - 3 \| \| Trofense \| 1 - 0 \| Portimonense \| 2 - 2 \| \| Estoril Praia \| 2 - 2 \| Fátima \| 1 - 0 \| \| Freamunde \| 3 - 1 \| Santa Clara \| 1 - 2 \| \| Penafiel \| 2 - 2 \| Desportivo das Aves \| 2 - 1 \| \| Rio Ave \| 0 - 1 \| Feirense \| 1 - 1 \| \| Varzim \| 2 - 3 \| Gondomar \| 2 - 2 \| |           |                     |           |
| Equipa1 | Rest. J15 | Equipa2             | Rest. J30 |
| Beira-Mar | 0 - 0     | Gil Vicente         | 2 - 3     |
| Olhanense | 1 - 0     | Vizela              | 1 - 3     |
| Trofense | 1 - 0     | Portimonense        | 2 - 2     |
| Estoril Praia | 2 - 2     | Fátima              | 1 - 0     |
| Freamunde | 3 - 1     | Santa Clara         | 1 - 2     |
| Penafiel | 2 - 2     | Desportivo das Aves | 2 - 1     |
| Rio Ave | 0 - 1     | Feirense            | 1 - 1     |
| Varzim | 2 - 3     | Gondomar            | 2 - 2     |

## Melhores Marcadores
Os melhores marcadores da competição são: (até à 30ª jornada)
| # | Jogador        | Clube               | Golos |
| 1 | Júlio César    | Santa Clara         | 13    |
| 2 | Bertinho       | Freamunde           | 12    |
| 3 | Leandro Tatu   | Desportivo das Aves | 11    |
| 3 | Bock           | Freamunde           | 11    |
| 5 | Diogo Ramos    | Freamunde           | 10    |
| 6 | Hermes Junior  | Gil Vicente         | 9     |
| 6 | Bruno Severino | Gondomar            | 9     |

## Futebolista do Mês
O Prémio do Futebolista do Mês eleito pelo Sindicato dos Jogadores de Futebol no decorrer da época:
| Mês       | Jogador              | Clube       |
| --------- | -------------------- | ----------- |
| Setembro  | Marinho              | Fátima      |
| Outubro   | Vítor da Costa (Toy) | Olhanense   |
| Novembro  | José Gaspar          | Gil Vicente |
| Dezembro  | Hélder Sousa         | Vizela      |
| Janeiro   | Paulo Lopes          | Trofense    |
| Fevereiro | Pedro Ribeiro        | Gil Vicente |
| Março     | Maciel               | Gil Vicente |
| Abril     | Luís Coentrão        | Gil Vicente |

## Mudanças de Treinador
| Clube               | Saída              | Data       | Entrada            | Data       | Ref         |
| ------------------- | ------------------ | ---------- | ------------------ | ---------- | ----------- |
| Penafiel            | Rui Bento          | 2007-10-01 | António Sousa      | 2007-10-02 | [ 3 ]       |
| Portimonense        | Luís Martins       | 2007-10-02 | Vítor Pontes       | 2007-10-05 | [ 4 ]       |
| Feirense            | Henrique Nunes     | 2007-10-02 | Luís Miguel        | 2007-10-06 |             |
| Desportivo das Aves | José Gomes         | 2007-12-03 | Henrique Nunes     | 2007-12-05 |             |
| Varzim              | Diamantino Miranda | 2007-12-27 | Rui Dias           | 2008-01-01 |             |
| Olhanense           | Álvaro Magalhães   | 2007-12-28 | Diamantino Miranda | 2008-01-01 | [ 5 ] [ 6 ] |
| Beira-Mar           | Rogério Gonçalves  | 2008-02-04 | Paulo Sérgio       | 2008-02-11 | [ 7 ]       |
| Feirense            | Luís Miguel        | 2008-02-24 | Álvaro Magalhães   | 2008-02-27 | [ 8 ] [ 9 ] |

## Ligações Externas
- LPFP - Liga Vitalis